# Walter Kirchhoff (Politiker)
Walter Kirchhoff (* 29. Mai 1914 in Nordhausen; † unbekannt) war ein deutscher Elektroschweißer und Parlamentsabgeordneter der DDR-Blockpartei National-Demokratische Partei Deutschlands (NDPD).

## Leben
Kirchhoff war der Sohn eines Arbeiters. Nach dem Besuch der Volksschule in Nordhausen nahm er eine Lehre zum Klempner und später zum Elektroschweißer auf. von 1931 bis 1939 war er als Hilfsarbeiter und Maschinist in seiner Heimatstadt tätig, seit 1939 dann als Elektroschweißer. Nach Ende des Zweiten Weltkrieges wurde er Brigadier.

## Politik
Kirchhoff trat nach dem Zweiten Weltkrieg der in der Sowjetischen Besatzungszone neugegründeten NDPD bei und wurde 1951 AGL-Vorsitzender. Ab 1954 war er in der Betriebsgewerkschaftsleitung und ab 1956 im Kreisausschuss Nordhausen der Nationalen Front der DDR.
In den beiden Wahlperioden von 1950 bis 1954 und von 1954 bis 1958 war Kirchhoff Mitglied der NDPD-Fraktion in der Volkskammer der DDR.

## Auszeichnungen
- Vierfacher Aktivist der sozialistischen Arbeit
- 1953 Verdienter Aktivist